# IC 4067
IC 4067 је лентикуларна галаксија у сазвјежђу Ловачки пси која се налази на листи објеката дубоког неба у Индекс каталогу.
Деклинација објекта је + 39° 56' 27" а ректасцензија 13h 1m 20,2s. Привидна величина (магнитуда) објекта IC 4067 износи 15,0 а фотографска магнитуда 16,0.